# Beinn Tarsuinn (North Ayrshire)
Beinn Tarsuinn är ett berg i Storbritannien.   Det ligger i kommunen North Ayrshire och riksdelen Skottland, i den nordvästra delen av landet, 600 km nordväst om huvudstaden London. Toppen på Beinn Tarsuinn är 826 meter över havet, eller 384 meter över den omgivande terrängen. Bredden vid basen är 4,4 km. Beinn Tarsuinn ligger på ön Isle of Arran.
Terrängen runt Beinn Tarsuinn är huvudsakligen kuperad.Runt Beinn Tarsuinn är det glesbefolkat, med 12 invånare per kvadratkilometer. I omgivningarna runt Beinn Tarsuinn växer i huvudsak blandskog.